# Secteur financier
Le secteur financier est le secteur économique qui regroupe toutes les activités qui se rapportent à la finance. On l'appelle parfois « industrie financière ». Le secteur financier comprend notamment le secteur bancaire et celui de l'assurance.

## Composition
Le secteur financier regroupe les différentes activités des établissements de crédit, dont les banques font partie. Ce secteur est présent dans tous les pays du monde. En 2006, l'acteur le plus important était le groupe Citigroup, une entreprise américaine. Les acteurs de ce secteur exercent tous les métiers des établissements de crédit. Le plus connu, par le grand public, de ces métiers est celui de banque de détail, qui consiste d'une part à garder en dépôt l'épargne des particuliers et d'autre part à prêter de l'argent à ces mêmes particuliers.
Le secteur de l'assurance regroupe les différentes activités des acteurs de l'assurance, tels que les compagnies, les mutuelles ou les courtiers. En 2007, le plus important acteur de ce secteur était American International Group, connu sous le nom de AIG.
Ce secteur comprend également les distributeurs spécialisés dans la finance, qui sont généralement des intermédiaires : iobsp, cif, ias, cip ou ifp.

## Définition selon la nomenclature NACE-rev
Selon la nomenclature NACE-rev, les acteurs du secteur financier sont ceux qui appartiennent à l'une des catégories suivantes :
- Catégorie 64 – Activités des services financiers, hors assurance et caisses de retraite. Il s'agit par exemple des banques de particuliers, des banques commerciales, des banques d’investissement et de marché, des activités de gestion d’actifs, d'activités de recherche / courtier dans le secteur et de nombreux services financiers spécialisés
- Catégorie 65 – Assurances (assurance/ réassurance)
- Catégorie 66 – Activités auxiliaires de services financiers et d’assurance.

## Poids dans l'économie
Selon Fortune, le secteur bancaire représente 12,9% de l'économie mondiale. Les vingt plus grosses banques du secteur engrangent 171 milliards $ de profit entre 2003 et 2012 : à chiffre d'affaires équivalent, elles sont donc en moyenne deux fois plus rentables que les entreprises du secteur primaire.

## Critiques

### Instabilité
Le secteur financier fait l'objet de critiques en lien avec son instabilité et son rôle dans le déclenchement de crises financières et économiques. La crise financière mondiale de 2007-2008 fait s'accentuer ces critiques. Face aux risques d'instabilité, la régulation économique sur le secteur financier s'est accrue après 2008.

### Croissance
Les liens entre le secteur financier et la croissance économique est ambigu. Beaucoup d'articles de recherche montrent que les pays riches sont associés à des marchés financiers profonds et dynamiques. Toutefois, un secteur financier surdimensionné pourrait avoir des effets négatifs sur la croissance. L'effet marginal de la croissance du crédit au secteur privé pourrait devenir négatif au-delà d'un certain seuil. Aussi, selon une étude d'Easterly et al. en 2000, la volatilité macroéconomique augmente dans un pays lorsque le crédit représente plus de 100 % de son PIB.

### Rentes
Le secteur financier est parfois accusé d'être un secteur de rentes, causant une distorsion dans le système économique. Luigi Zingales souligne dans une recherche de 2015 que le secteur financier peut « facilement dégénérer en activité de recherche de rente ».

### Poids environnemental
Ce secteur a un poids considérable et croissant, direct et indirect sur l'économie, et donc sur le prélèvement et l'éventuelle gestion des ressources naturelles (plus ou moins renouvelables et parfois rares ou gaspillées).
Ce poids se manifeste aussi en matière d'empreinte écologique, d'empreinte eau, d'empreinte énergétique et d'empreinte carbone...
Avec la croissance et la mondialisation financière, sa dématérialisation, sa dérégulation et l'accélération considérables des transactions financières, les banques et la finance sont devenus de grands consommateurs d'énergie et de ressource informatiques (fermes de serveurs, bande passante, analyse de Big data, réseaux internationaux et transocéaniques de fibre optique, ordinateurs, etc). Les parties prenantes du secteur financier peuvent économiser de l'énergie et des ressources en interne,, et orienter les investissements de manière à favoriser la sobriété carbone ou au contraire à aggraver la crise climatique. Pour appliquer les principes du Sommet de la Terre de Rio en 1992, et le Protocole de Kyoto et ses suites, les États doivent évaluer et réduire les émissions de gaz à effet de serre des différents secteurs de l'économie de leur pays (en France avec l'aide du « Centre de ressources sur les Bilans Gaz à effet de Serre » de l'ADEME). Une partie du secteur de la Finance a conscience de sa responsabilité pour le climat et s'est doté d'une feuille de route dite « Principes Climat » (adoptés en décembre 2008 par un certain nombre d’institutions financières, pour mieux intégrer la problématique climatique dans les stratégies des institutions financières). Elles ne disposent cependant pas encore en 2014 d’indicateurs clairs et mis à jour de diagnostic et de performance en matière de contribution à la dégradation ou à la protection du climat.
En France, une première version d'un Guide sectoriel sur les émissions de gaz à effet de serre du secteur financier est produite. Elle est testée en 2014, puis publiée (en version provisoire) et soumis à consultation publique  (jusqu'au 26 novembre 2014 afin que les fédérations professionnelles, agences de notations extra-financières, associations, experts individuels, institutions et instances politiques, structures de recherche spécialisées puissent le critiquer ou proposer des améliorations). Ce guide se présente comme issu d'une démarche volontaire du secteur. Il a été produit par un groupe de travail créé par l'Observatoire de la responsabilité sociétale des entreprises (Orse), l’Ademe, l'Association Bilan Carbone (ABC) et la Caisse des dépôts afin d'aider ce secteur à mesurer d'une part ses émissions directes (liées à son fonctionnement propre), et d'autre part (ce qui est plus complexe) les émissions induites, qui dépendent beaucoup des choix et orientations des financements et des investissements faits par le secteur de la finance. La rédaction en a été assurée par le cabinet Carbone 4 et des acteurs du secteur financier (dont le Crédit agricole, la Société générale et la MAIF...). Ce guide ne concerne que les acteurs la finance telle que définie par la nomenclature NACE-rev (voir plus haut).

### Conflits d'intérêts
Le secteur financier est régulièrement critiqué pour ses conflits d'intérêts systémiques, qui se manifestent à travers des scandales financiers. Ces comportements répréhensibles nuisent à la stabilité financière et alimentent la défiance de la société envers les banques.
Les conflits d'intérêts dans le secteur bancaire se manifestent en microéconomie, lorsque les banques font primer leurs propres intérêts ou ceux de certains clients au détriment d'autres clients. En macroéconomie, à l'égard de la collectivité dans son ensemble, notamment du fait que les banques systémiques bénéficient de la garantie implicite des États.
Plusieurs scandales financiers révèlent des conflits d'intérêts :
- la manipulation des taux Libor en 2012, comme celui de l'Euribor et du TIBOR[11]
- les fraudes sur le marché des changes (Forex)[12]
- la commercialisation de produits financiers toxiques, comme les subprimes[13]
- l'implication dans des dispositifs d'évasion fiscale à grande échelle, avec la création de sociétés écrans dans des paradis fiscaux pour dissimuler aux autorités fiscales, l'identité des véritables propriétaires et bénéficiaires[14].

Les grandes banques conseillent leurs clients fortunés et les multinationales sur des montages d'optimisation fiscale complexes, exploitant les failles entre différentes juridictions.
Avant la fin du secret bancaire, les banques facilitaient l'ouverture de comptes offshore non déclarés dans des paradis fiscaux pour leurs clients, comme avec les Panama Papers,.
Les banques elles-mêmes établissent de nombreuses filiales dans les paradis fiscaux pour réduire leur propre charge fiscale et celle de leurs clients.
Certains produits financiers complexes, dit produits structurés, sont conçus spécifiquement pour contourner les règles fiscales, comme les CumEx Files qui ont coûté des milliards aux États européens.